# Filaidas
La familia de los Filaidas (griego antiguo Φιλαΐδαι) era una de las familias eupátridas de la antigua Atenas. Fileo, hijo de Áyax, fue el primer miembro de esta familia, y obtuvo la ciudadanía ateniense al entregar Salamina a Atenas.

## Genealogía

### Cimón I
Hijo de Esteságoras I y hermano de Milcíades I. Durante la tiranía de Pisístrato, se exilió.
Triunfó en la carrera de cuadrigas en la 62 Olimpíada (=532 a. C.).
En la siguiente Olímpiada ganó (528 a. C.), pero permitió que Pisístrato fuera proclamado vencedor a cambio de poder regresar a Atenas.
Pisístrato murió en el 527 a. C., y nuevamente se alzó con la victoria en la 64 Olimpíada (=524 a. C.)
Los hijos de Pisístrato lo hicieron asesinar, una noche en una emboscada, en las proximidades del pritaneo.
Se le sepultó al lado derecho y a sus yeguas al lado izquierdo, del camino que cruza el demo de Cela (La Hondonada).

### Milcíades Iel Viejo
Murió sin hijos, por lo que legó su cargo y sus bienes a su sobrino Esteságoras II, hijo de su hermano Cimón I ya que no tuvo descendencia.

### Esteságoras II
Esteságoras II, durante una guerra librada contra los lampsacenos , fue asesinado de un hachazo en la cabeza por un presunto desertor, que en realidad era un enemigo.

### Milcíades IIel Joven
A Esteságoras II le sucedió su hermano Milcíades II el Joven, el «Maratonomaco», el célebre Milcíades que al vencer a los persas en Maratón, eclipsó el nombre de su tío homónimo. 
Su primer hijo, Metíoco, no fue fruto de su matrimonio con Hegesípila. Con ella tuvo a su segundo hijo, Cimón II, más recordado y conocido por la historia únicamente como Cimón, y que fue uno de los artífices del esplendor de Atenas.
Hegesípila, es posible que fuera en un segundo matrimonio madre de Óloro, el padre del historiador Tucídides.